# Список видов семейства Drymusidae
Список всех описанных видов пауков семейства Drymusidae на 20 октября 2012 года.

## Drymusa
Drymusa Simon, 1891
- Drymusa armasi Alayon, 1981 — Куба
- Drymusa canhemabae Brescovit, Bonaldo & Rheims, 2004 — Бразилия
- Drymusa capensis Simon, 1893 — Южная Африка
- Drymusa colligata Bonaldo, Rheims & Brescovit, 2006 — Бразилия
- Drymusa dinora Valerio, 1971 — Коста-Рика
- Drymusa nubila Simon, 1891 — Сент-Винсент
- Drymusa philomatica Bonaldo, Rheims & Brescovit, 2006 — Бразилия
- Drymusa producta Purcell, 1904 — Южная Африка
- Drymusa rengan Labarque & Ramirez, 2007 — Чили
- Drymusa serrana Goloboff & Ramirez, 1992 — Аргентина
- Drymusa silvicola Purcell, 1904 — Южная Африка
- Drymusa simoni Bryant, 1948 — Гаити
- Drymusa spectata Alayon, 1981 — Куба
- Drymusa spelunca Bonaldo, Rheims & Brescovit, 2006 — Бразилия
- Drymusa tobyi Bonaldo, Rheims & Brescovit, 2006 — Бразилия
- Drymusa valida (Lawrence, 1964) — Южная Африка